# Jonny Löhr

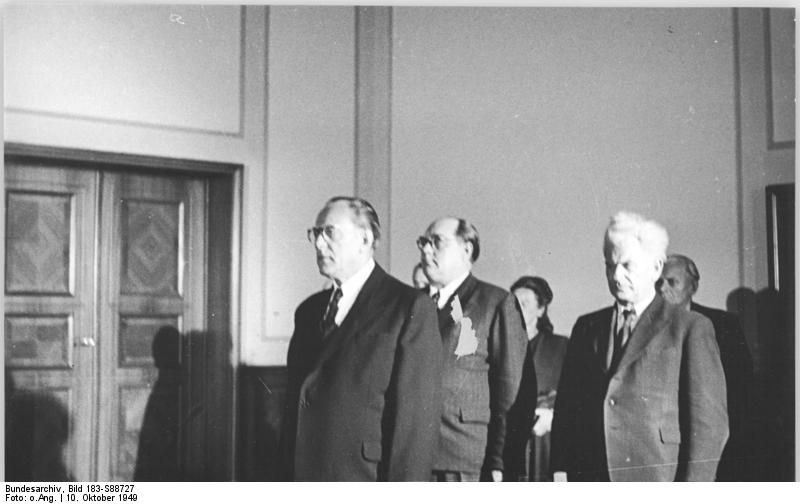
Löhr (Mitte) als Präsidiumsmitglied der konstituierten Provisorischen Volkskammer während des Empfangs beim Leiter der SMAD General Wassili Tschuikow in dessen Hauptquartier in Berlin-Karlshorst am 10. Oktober 1949

Jonny Löhr (* 20. Februar 1899 in Hamburg als Jonni Cäsar Burmeister; † 15. Juli 1967 in Berlin) war ein DDR-Politiker der Blockpartei NDPD. Er war Abgeordneter der Volkskammer und Mitglied in deren Präsidium.

## Leben
Jonny Löhr wurde als Sohn einer Arbeiterfamilie geboren. Nach dem Besuch der Volks- und Gewerbeschule in seinem Geburtsort absolvierte er von 1913 bis 1916 eine Ausbildung zum Schlosser. 1913 wurde er zunächst Mitglied der SAJ. Bis 1917 verdiente er seinen Lebensunterhalt als Heizungsmonteur, anschließend wurde er zum Kriegsdienst eingezogen. Geprägt von den Erlebnissen des Ersten Weltkriegs trat er nach seiner Rückkehr dem KJVD bei und bekleidete 1921 und 1923 die Funktion des Nachrichtendienstleiters des KJV-Bezirks Wasserkante. 1922 trat er in die KPD ein. Von 1922 bis 1925 besuchte er eine Abendschule in Hamburg. Daran schloss sich bis 1928 ein Ingenieurstudium an der Höheren Maschinenbauschule in Leipzig an. Nach Erlangung des Ingenieurdiploms wurde Löhr im Auftrag der Kommunistischen Internationale, deren Mitarbeiter er wurde, an die Internationale Lenin-Schule delegiert. Während dieses Aufenthaltes erhielt er zugleich die sowjetische Staatsbürgerschaft. Anschließend ging er nach Rumänien, wo er bis 1930 im Auftrag der Komintern wirkte. Auf Grund seiner Tätigkeit wurde Löhr im Oktober 1930 verhaftet und im Juni 1931 wegen Hochverrats zu zehn Jahren Zwangsarbeit verurteilt. Er verbüßte die volle Haftzeit bis 1940 in den Zuchthäusern von Aiud und Doftana, die meisten Jahre gemeinsam mit dem rumänischen KP-Funktionär Gheorghe Gheorghiu-Dej. Als Ingenieur wurde er oft zu Reparaturen aller Art kommandiert und hatte so etwas mehr Bewegungsfreiheit als die meisten anderen Gefangenen. Während seiner Haft in Rumänien wurde er auch Mitglied der KP Rumäniens, welcher er bis 1941 blieb. Aus der Haft entlassen, ging Löhr in die UdSSR zurück in das an Rumänien angrenzende Moldawien. Dort arbeitete er zunächst bis 1941 als Ingenieur im Stadtbauamt der Stadt Kischinjew, später bei der Moldauischen Staatsbank als Oberingenieur für den Bereich Bauwesen. Von 1942 bis 1944 arbeitete er als Oberpolitinstrukteur des NKWD unter deutschen Kriegsgefangenen und anschließend im NKFD und als Lehrer am Institut Nr. 99 in Moskau.
Im Juni 1945 kehrte Löhr nach Deutschland zurück und wirkte zunächst für die KPD und wurde mit der Zwangsvereinigung von SPD und KPD Mitglied der SED. Er wurde von seiner Partei nach Mecklenburg beordert und arbeitete als Mitarbeiter des KPD-Landesvorstandes Mecklenburg. 1946 wechselte er zur Landesregierung Mecklenburg und arbeitete als Leiter der Hauptabteilung Industrie im Wirtschaftsministerium. 1948 ging Löhr zur Industrie- und Handelskammer von Mecklenburg und wirkte bis 1950 als deren Vizepräsident. Im Juni 1948 wurde er im sowjetischen Auftrag Mitbegründer der NDPD, war seitdem Mitglied deren Hauptausschusses und Vorsitzender des Landesverbandes Mecklenburg.

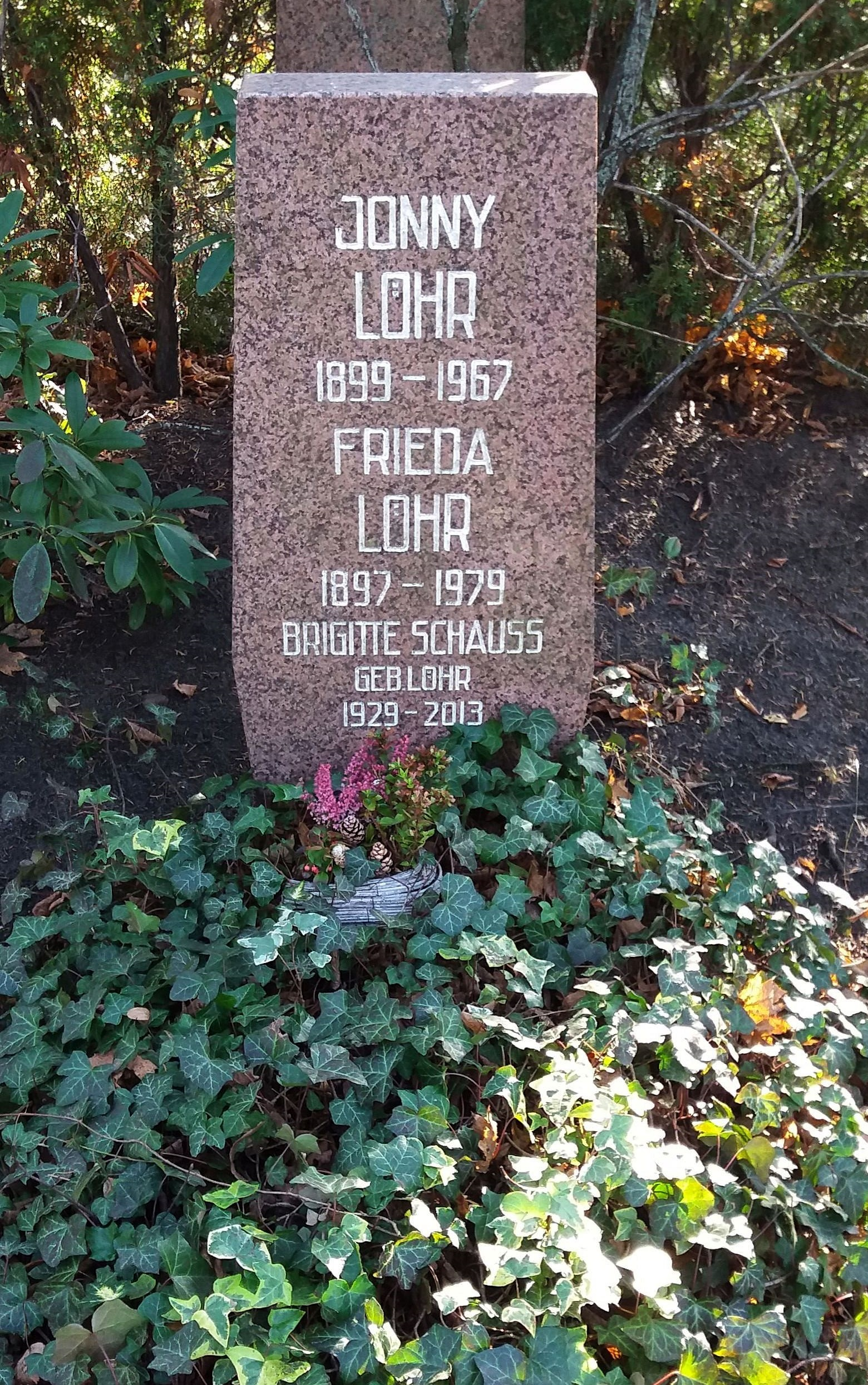
Grabstätte

Mit Beginn der Arbeit des 2. Deutschen Volksrates vertrat er seine Partei als Abgeordneter. In der Provisorischen Volkskammer war er von Oktober 1949 bis zu seiner Berufung nach Rumänien im Frühjahr 1950 einer der drei Stellvertreter des Präsidenten der Provisorischen Volkskammer und somit deren Präsidiumsmitglied. Im Frühjahr 1950 kehrte Löhr an alte Wirkungsstätten zurück. Er wurde am 1. April 1950 zum Gesandten und Chef der Diplomatischen Mission der DDR in Rumänien ernannt und legte anschließend sein Mandat als Volkskammerabgeordneter nieder. Sein Nachfolger als Vizepräsident der Volkskammer wurde am 19. April 1950 Heinrich Homann. Im März 1951 wurde Löhr jedoch nach gut 10 Monaten wegen „Verletzung der Wachsamkeit“ auf rumänischen Wunsch abberufen. Er wurde zunächst mit dem Posten eines Direktors der DIA Transportmaschinen betraut. 1953 wechselte er zur IHK der DDR und wirkte bis 1958 als ihr Vizepräsident. Anschließend widmete sich Jonny Löhr bis zu seinem Tod hauptsächlich seinen politischen Ämtern. Am 21. April 1954 wurde er von der 46. Tagung der Volkskammer erneut als Berliner Vertreter und Abgeordneter der Volkskammer bestätigt (Nachfolger von Egbert von Frankenberg und Proschlitz). Ab der 2. Wahlperiode 1954 vertrat Löhr bis zu seinem Tod seine Partei erneut als Abgeordneter in der Volkskammer. Am 13. August 1955 wurde er zum stellvertretenden Vorsitzenden der Abgeordnetengruppe der Berliner Vertreter in der Volkskammer gewählt. Zu Beginn der 4. Wahlperiode im November 1963 wurde er erneut als NDPD-Vertreter in das Präsidium der Volkskammer gewählt. Parteiintern saß Löhr ab 1955 im höchsten Gremium der NDPD, dem Parteivorstand. Ab 1963 bekleidete er zudem das Amt eines Sekretärs des Hauptausschusses der NDPD und leitete als Vorsitzender die Parteikontrollkommission der NDPD.
Seine Urne wurde in der Grabanlage Pergolenweg des Berliner Zentralfriedhofs Friedrichsfelde beigesetzt, wo später auch seine Frau Friedel Behrendt und die Tochter Brigitte Schauss beerdigt wurden.

## Auszeichnungen
- 1955 Vaterländischer Verdienstorden in Silber
- 1956 Orden Stern der Volksrepublik Rumänien III. Klasse und die Medaille „Befreiung vom faschistischen Joch“ der Rumänischen Volksrepublik
- 1957 Ernst-Moritz-Arndt-Medaille
- 1959 Orden Banner der Arbeit
- 1964 Vaterländischer Verdienstorden in Gold